# Margareta III av Flandern
Margareta III de Dampierre av Flandern, född 1350, död 1405, var regerande grevinna i Flandern, Artois och Nevers och regerande pfalzgrevinna i Burgund 1384–1405, och regerande grevinna i Rethel 1384–1402. Som grevinna av Flandern, Nevers och Rethel kallades hon Margareta III, och som grevinna av Artois och Burgund kallades hon Margareta II.
Genom sitt äktenskap med Filip I av Burgund 1357 och Filip II av Burgund 1369 var hon också hertiginna av Burgund. Genom henne blev Flandern, Artois, Nevers och pfalzgrevedömet Burgund en del av hertigdömet Burgund efter hennes död 1405. Hennes arv lade grunden för Burgunds stormaktsställning under 1400-talet.

## Biografi
Margareta var dotter till Ludvig II av Flandern och Margareta av Brabant.

### Hertiginna av Burgund
Margareta gifte sig med sin första make Filip I år 1357: bruden var sju år gammal, och brudgummen elva år. Paret fick inga barn: äktenskapet hade inte fullbordats eftersom Margareta inte hann fylla tolv år. När Filip avled i en ridolycka 1361 indrogs Burgund till franska kronan av kungen av Frankrike. Kungen återupprättade sedan Burgund och uppsatte 1363 sin egen son som dess regent med namnet Filip II.
Margareta återvände till sina föräldrar, och flera äktenskap föreslogs för henne, bland annat ett med en engelsk prins, Edmund av Langley, med hänsyn till Englands och Flanders handelsförbindelser, men det förhindrades genom att den franska kungen fick påven att förbjuda äktenskapet med hänvisning till släktskap. Ett äktenskap arrangerades mellan Margareta och hennes första makens efterträdare Filip II. Hennes far var länge ovillig, men övertalades av sin mor, som var fransk prinsessa. I gengäld lovade franska kungen av avstå några av sina nya erövringar i Flandern. Vigseln ägde slutligen rum den 19 juni 1369 i St. Bavokyrkan i Gent. Paret levde ofta vid franska hovet, eftersom hennes man satt i sin brorson kungens förmyndarregering 1380–1388. 
Margareta III ansågs inte vara attraktiv och beskrivs som högdragen. Relationen mellan Margareta och hennes andre make Filip II var lycklig. Maken uppvaktade henne ständigt med presenter, smycken och buketter - ofta i form av prästkragar - och lät uppsätta deras sammanflätade initialer "P & M" överallt. Hon utförde en del politiska uppdrag åt Filip II. 
När den franske kungen insjuknade i en psykisk sjukdom 1392, bosatte sig hon och hennes make vid det franska hovet, där hennes make åter hade en stark maktställning fram till 1402. Margareta blev en personlig vän till drottningregenten Isabella av Bayern, och fick som sådan en inflytelserik ställning vid franska hovet. Hon beskrivs som lång, hård och arrogant, och anklagas för att ha utnyttjat sitt inflytande på Isabella till att bestämma vem som skulle få möjlighet att träffa drottningen, och hotat med att få de av kungens rådgivare som varit fiender till hennes make avrättade. Hon stödde sin mans ambitiösa plan att ta över Frankrikes regering i största möjliga utsträckning under kungens sjukdom. Hon var en motståndare till hertiginnan av Orléans, och tog emot Pierre de Craon, efter hans mordförsök på Olivier V de Clisson, i sitt hem.

### Regerande grevinna
Vid sin fars död år 1384 blev Margareta själv regerande grevinna av Artois, Burgund, Flandern, Nevers och Rethel. Hennes make blev i enlighet med då etablerad sed hennes medregent jure uxoris.
Vid denna tidpunkt hade det sedan 1379 pågått ett uppror mot hennes far under Philip van Artevelde. När hennes far avled den 30 januari 1384 rådde det fortfarande ett tillstånd av inbördeskrig, i samband med hundraårskriget, och Flandern var ett slagfält mellan engelsmännen, som stödde upprorsmakarna, och burgunderna, som fick stöd av fransmännen. Margareta utropades då till regent och utsåg sedan sin make till medregent, varpå han ockuperade alla territorier, med undantag för städerna Lille, Douai och Orchies, och utropade sin auktoritet över alla län. Hon spelade en stor roll i fredsavtalet mellan Frankrike och det upproriska Gent. Den 18 december 1385 öppnade Gent sina dörrar för Margareta och Filip i utbyte mot en allmän amnesti och upprätthållande av dess privilegier, varpå upproret var nedslaget. I Flandern, under Margaretas regering, antogs flamländska officiellt både vid länsrätten och vid Högsta domstolen.
År 1396 utsågs Margareta till tronarvinge av Johanna I av Brabant; efter protester från adeln tvingades hon dock avböja till förmån för sin son.
Vid hennes makes död 1404 tvingades hon avstå från all rätt till arv efter honom för att göra det möjligt att betala hans skulder. Som ett officiellt tecken på denna flytt, var hon tvungen att genomgå en förödmjukande uråldrig sed att placera sitt bälte, handväska och nycklar ovanpå den avlidnes kista. Så hon avstod från sin del av möblerna, som såldes för att betala Philips skulder.
1402 avstod hon från grevedömet Rethel till förmån för sin yngre son Anton. Margareta styrde nu från sin bas i Arras länen Flandern, Artois och grevedömet Burgund, hennes äldste son Johannes den Orädde hertigdömet Burgund och grevskapet Nevers. År 1404 utsågs Margareta också, tillsammans med sin son Anton, av sin faster, hertiginnan Johanna av Brabant och Limburg, till arvtagerska till Brabant och Limburg, men hon dog av en stroke i mars 1405.
År 1405, samma år hon dog, avstod hon från sina riken till förmån för sin äldste son. Därmed förenades hennes riken grevedömena Artois, Burgund, Flandern, Nevers med hertigdömet Burgund, genom att hennes son ärvde båda sina föräldrars riken och förenade dem i ett.

## Galleri

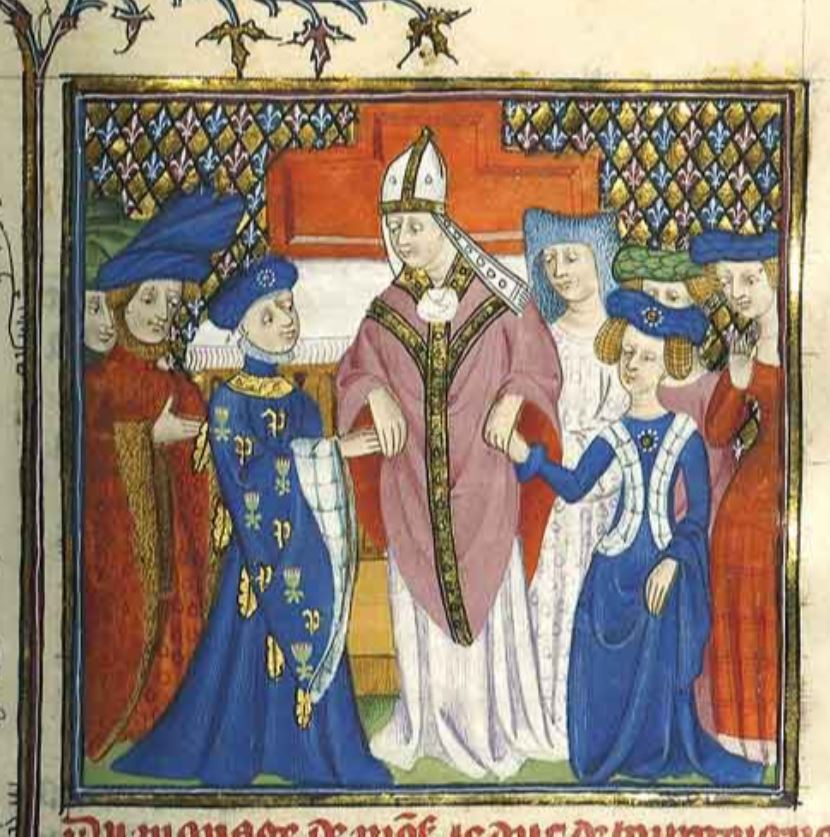
Giftermålet mellan Filip II av Burgund och Margareta
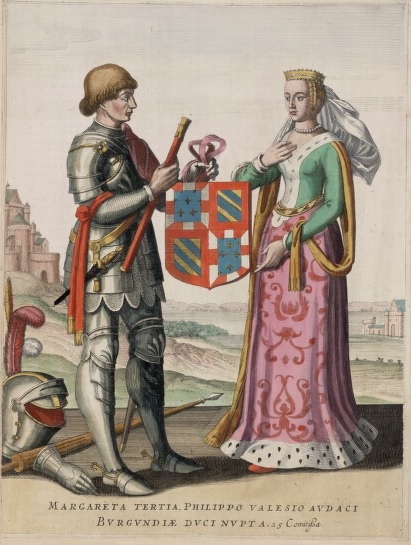
Margareta
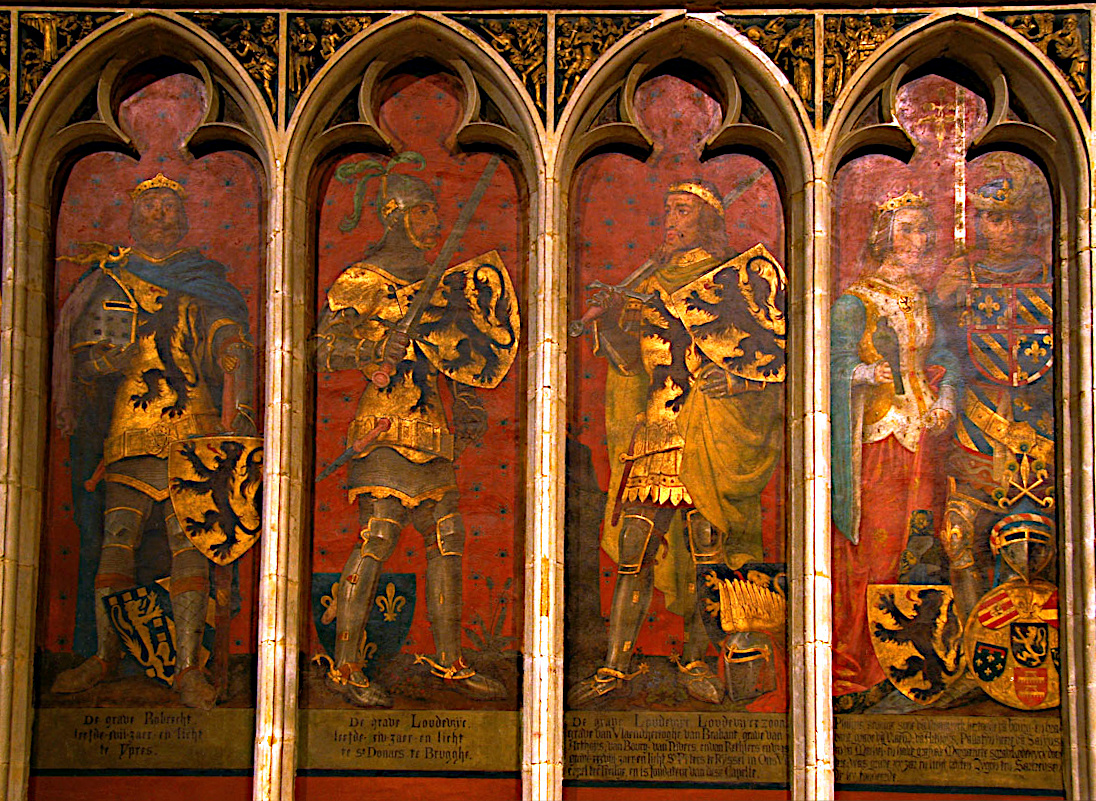
Grevar av Flandern. Från vänster: Robert III av Flandern, Ludvig I av Flandern, Ludvig II av Flandern, Margareta av Flandern och Filip I av Burgund
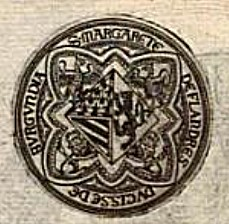
Margareta III av Flandern

## Fiktion
Margareta är huvudperson i romanen Jonkvrouw av Jean-Claude van Rijckeghem och Pat van Beirs. 